# Banyeres del Penedès
Banyeres del Penedès és un municipi situat a la part central de la comarca del Baix Penedès, a la depressió penedesenca. Limita al nord amb Llorenç del Penedès i Sant Jaume dels Domenys; a l'est amb l'Arboç; al sud amb Castellet i la Gornal (Alt Penedès) i amb Bellvei, per una estreta franja, i amb Santa Oliva; al sud-oest amb Albinyana; a l'oest amb l'enclavament de l'Albonar (Santa Oliva); i al nord-oest amb la Bisbal del Penedès.

## Geografia
- Llista de topònims de Banyeres del Penedès (Orografia: muntanyes, serres, collades, indrets..; hidrografia: rius, fonts...; edificis: cases, masies, esglésies, etc).

El terme comprèn, a més del poble de Banyeres del Penedès, cap de municipi, les caseries de les Masies de Sant Miquel i de Saifores i les urbanitzacions dels Boscos, Casa Roja i el Priorat de Banyeres:
| Entitat de població       | Habitants (2024) |
| Banyeres del Penedès      | 1.799            |
| el Priorat de Banyeres    | 861              |
| les Masies de Sant Miquel | 234              |
| Casa Roja                 | 233              |
| els Boscos                | 141              |
| Saifores                  | 72               |
| Font: Idescat             |                  |

## Història
El primer document que esmenta el terme data de l'any 938 en una confirmació de les possessions del Monestir de Sant Cugat del Vallès a càrrec del rei franc Lluís d'Ultramar. La torre de la Guàrdia de Banyeres surt esmentada en altres documents posteriors que ratifiquen els drets del Monestir (986, 1002, 1007). A la part vella, en direcció al nord, es pot veure les restes de la Torre, situada al cim del Puig (172 m.) 
L'any 1172, Santa Maria de Banyeres era priorat de Ripoll. Les primeres notícies que es tenen del Priorat de Banyeres daten del segle xiii. Un document datat el 1574 fa referència al priorat com a Monestir de Santa Maria de Banyeres, del qual en resta l'ermita, una bella mostra de l'arquitectura romànica.
L'any 1960 fou descoberta, en els terrenys de Mas Canyís, a les Masies de Sant Miquel, una Necròpolis dels segles VI-V aC. Algunes de les restes arqueològiques que s'hi van trobar són exposades a la Casa Museu Guimerà del Vendrell. En altres indrets s'han trobat restes iberoromanes. Podem dir, doncs, que el poblament del terme de Banyeres data d'aquella època.
L'any 1998, es va descobrir, al voltant de l'ermita de les Masies de Sant Miquel, un important jaciment ibèric, del segle iii aC o anterior, catalogat com a Bé Cultural d'Interès Nacional, ja que es creu que és el centre neuràlgic de la Cossetània Oriental. L'objectiu de la Generalitat i l'Ajuntament de Banyeres és aconseguir formar un gran parc ibèric per poder ser obert al públic de forma progressiva, a mesura que avanci les excavacions.

## Moviment social a Banyeres
Article principal: Plataforma No fem el CIM

## Punts d'interès
Són d'interès les restes del castell de Banyeres, encara que actualment només queda en peu una torre de guaita mig enderrocada, de planta circular amb carreus irregulars d'uns dotze metres d'alçada. Anomenada ja l'any 938 com la torre de Guàrdia de Banyeres, en el document de confirmació de les possessions de Lluís d'Ultramar. Hi tingué drets el Monestir de Sant Cugat.
L'ermita de Santa Maria del Priorat, situada al costat del cementiri de Banyeres, és una construcció que tingué primitivament una sola nau d'estil romànic, a la qual s'afegí posteriorment una altra nau amb absis, en època de transició al gòtic. A l'interior cal destacar un sarcòfag de pedra construït en diferents estils des del preromànic fins al gòtic. A l'interior hi ha restes que podrien pertànyer als antics priors. El sagrari és d'estil gòtic. Són interessants el cadiratge de pedra i les rajoles de terra. L'ermita és l'última resta de l'antic priorat benedictí situat en aquest indret.
L'església parroquial de Santa Eulàlia, construïda a finals del segle xvii, en substitució de l'antiga, situada a prop del castell, s'esmenta per primera vegada l'any 1054.
Hi ha també diverses masies notables, disseminades pel terme: la Garita Vella, mas Roig, casa Roja, corral d'en Beina, casa Murada, can Canyís…
Si es parla de Banyeres, hom no pot sinó que parlar de l'Om, arbre centenari, situat a la plaça, a la qual dona nom. Actualment, al costat de l'Om es fan sardanes i castells per la Festa Major i s'engalana per les festes nadalenques.
També és d'interès el Museu Josep Cañas, museu monogràfic de Josep Cañas i Cañas, gestionat per la fundació amb el mateix nom.
S'ha de destacar la Societat Nova, una associació sociocultural catalana sense ànim de lucre fundada l'any 1933. Els objectius bàsics de l'entitat són la promoció de la cultura tant de grans com de joves en el temps lliure. És un nucli de reunions, conferències i seu social de multitud d'associacions i grups culturals (Esbart Santa Eulàlia, Massa Coral Banyerenca, Diables de Banyeres, Grallers de Banyeres, Grup de Teatre, Revista "El Cérvol", Coral Picarol, Amics de Josep Cañas, Peña Barcelonista, AMPA Col·legi Públic).

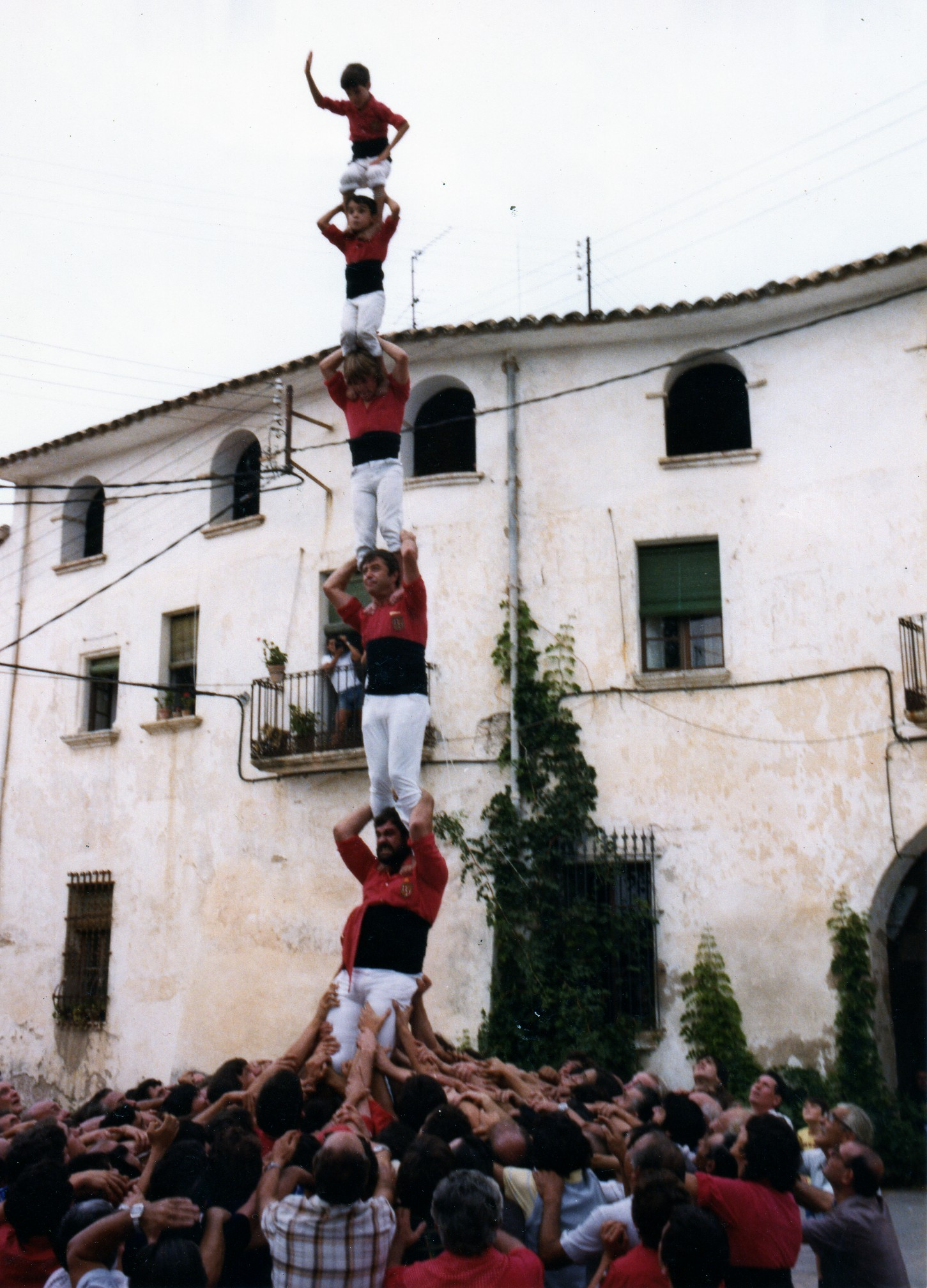
Els Castellers de Barcelona durant la festa major del 1982

## Festa Major
Banyeres celebra la seva Festa Major el segon diumenge de juliol, amb actes propis de Festa Major i amb la participació de tots els grups folklòrics del poble. L'acte més animat és el correfoc, que es va fer per primera vegada l'any 1982.
La Festa Major petita se celebra el 12 de febrer, per Santa Eulàlia, patrona del poble.

## Demografia
| 1497 f | 1515 f | 1553 f | 1717 | 1787 | 1857 | 1877 | 1887 | 1900 | 1910 |
| ------ | ------ | ------ | ---- | ---- | ---- | ---- | ---- | ---- | ---- |
| 21     | 16     | 16     | 108  | 328  | 602  | 605  | 673  | 789  | 781  |

| 1920 | 1930 | 1940 | 1950 | 1960 | 1970 | 1981  | 1990  | 1992  | 1994  |
| ---- | ---- | ---- | ---- | ---- | ---- | ----- | ----- | ----- | ----- |
| 803  | 710  | 643  | 591  | 614  | 645  | 1.520 | 1.583 | 1.475 | 1.475 |

| 1996  | 1998  | 2000  | 2002  | 2004  | 2006  | 2008  | 2010  | 2012  | 2014  |
| ----- | ----- | ----- | ----- | ----- | ----- | ----- | ----- | ----- | ----- |
| 1.524 | 1.595 | 1.694 | 1.830 | 2.003 | 2.557 | 2.845 | 2.952 | 3.019 | 3.057 |

| 2016  | 2018  | 2020  | 2022  | 2024  | 2026 | 2028 | 2030 | 2032 | 2034 |
| ----- | ----- | ----- | ----- | ----- | ---- | ---- | ---- | ---- | ---- |
| 3.091 | 3.128 | 3.207 | 3.271 | 3.347 | -    | -    | -    | -    | -    |

## Política

### Eleccions municipals
Llista d'alcaldes i nombre de regidors per partit
| Junts                                    | - | - | - | - | - | - | - | -  | -  | -  | 2  | 2  |
| PSC                                      | 4 | 4 | 5 | 5 | 5 | 6 | 5 | 5  | 4  | 3  | 3  | 3  |
| PP                                       | - | - | - | - | 0 | 0 | 0 | 0  | 1  | 0  | 0  | -  |
| ERC                                      | - | - | - | - | - | - | - | -  | -  | 4  | 5  | 5  |
| CiU                                      | 5 | 5 | 4 | 4 | 4 | 3 | 4 | 4  | 5  | 3  | -  | -  |
| ECP                                      | - | - | - | - | 0 | - | - | 2  | 1  | 1  | 1  | 1  |
| Altres                                   | - | - | - | - | - | - | - | -  | 0a | -  | -  | -  |
| Total                                    | 9 | 9 | 9 | 9 | 9 | 9 | 9 | 11 | 11 | 11 | 11 | 11 |
| a Els Verds - Grup Verd Europeu (EV-GVE) |   |   |   |   |   |   |   |    |    |    |    |    |

### Eleccions al Parlament de Catalunya del 2012
| Candidatura | Candidatura   | Cap de llista           | Vots  | Regidors | % vots |
| ----------- | ------------- | ----------------------- | ----- | -------- | ------ |
|             | CiU           | Artur Mas               | 411   |          | 28,01  |
|             | PSC           | Pere Navarro i Morera   | 252   |          | 17,17  |
|             | PPC           | Alicia Sánchez-Camacho  | 216   |          | 14,72  |
|             | ERC           | Oriol Junqueras         | 172   |          | 11,72  |
|             | C's           | Albert Rivera           | 142   |          | 9,67   |
|             | ICV-EUiA      | Joan Herrera            | 138   |          | 9,40   |
|             | CUP           | David Fernández i Ramos | 37    |          | 2,52   |
|             | Vots en blanc |                         | 24    |          | 1,6    |
|             | Altres        |                         | 75    |          | 7,63   |
| Total       | Total         | 1.503                   | 1.503 |          | 69,97  |